# Jasuharu Sorimači
Jasuharu Sorimači (japonsko 反町 康治), japonski nogometaš in trener, * 8. marec 1964, Saitama, Japonska.
Za japonsko reprezentanco je odigral štiri uradne tekme.